# 玫瑰十字会
玫瑰十字会（德語：Rosenkreuzer），是中世紀末期的一個歐洲秘傳教团，以玫瑰和十字作為它的象徵。該會一直保持神秘，不為外人知曉。直至17世紀初，有人以匿名在日耳曼地區發表三份關於該會的宣言，外人才知道它的存在。玫瑰十字会的问候语是“愿玫瑰在你的十字上绽放”。
有一些现代团体自稱是玫瑰十字会的傳承者，不過很多玫瑰十字会历史研究者认为这些现代的玫瑰十字会员并非直接传承自昔日的玫瑰十字会，他们只不过是热心的追随者。也有人认为玫瑰十字会根本不曾存在過，它只是一个文字骗局或恶作剧。

## 起源

### 17世纪的宣言和传说

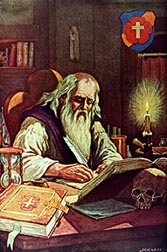
羅森克魯茲（想像圖）

17世纪时，三份玫瑰十字会的宣言被匿名发表：1614年的《兄弟会传说》、1615年的《兄弟会自白》及1616年的《克里斯蒂安·羅森克魯茲的化學婚禮》。它们共同描述了中世紀日耳曼朝圣者“C.R.C”的传奇经历，在第三份宣言中称他为克里斯蒂安·羅森克魯茲。
传说这个朝圣者在中东跟随神秘学大师学习，返回日耳曼地區後创立了「玫瑰十字会」，目的是带来“人类全面的改革”。在他有生之年，据说教团中只有不超过八名成员。在罗森克鲁兹逝世的1480年代以後，教团就消失了，直至17世纪初期才“重生”（就在诸宣言发表的年代）。傳說在羅森克鲁兹死後120年，他的墳墓被人發現和開啟，在那裡找到一些珍貴文獻，教團因此重新興起。
几个世纪以来，這三份充满符号性質象徵的宣言被人們用不同的方式解读。它们并没有直接提及罗森克鲁兹的出生和死亡年代，但是《兄弟会自白》提及1378年是“我们的基督徒父亲”的出生年份，又提到它们记述了他生命中的106年，这暗示他死于1484年。
用類似方法可推断該教团在1407年成立。但是许多學習神秘學的人并不全盤接受这些日期，他们认为这些日期只是以隐喻的方式使人理解入会仪式。理由源于宣言本身：一方面，玫瑰十字會的会员在宣言中明显採用了毕达哥拉斯主义传统，以数字的形式揭示客体和思想，另一方面，在第二份宣言中，他们直接声称“我们以比喻和你对话，但也愿意带给你所有秘密的简洁确凿的理解和知识”，不過要得到這些知識的一個基本條件是要渴望達到哲學的理解及知識。

### 对起源的一些解释
根據18世紀玫瑰十字會團體「金玫瑰十字」（德語：Gold- und Rosenkreuzer）的一個較不為人知的傳說，玫瑰十字會在46年創立，當時耶穌的一位門徒馬可成功令亞歷山卓一位諾斯底主義哲人沃慕斯（Ormus）及其六位追隨者皈依。玫瑰十字會因這些人的皈依而誕生，融合了早期基督教及埃及神秘宗教。在此版本中，羅森克魯茲並非創立者，而是加入一個已存在的教團並且成為其總導師。
根據伊米里·唐提尼（1884年－1969年）的研究，玫瑰十字會的起源可能與伊斯蘭教有點關連。依第一份宣言《兄弟会传说》所述，羅森克魯茲在16歲那年展開了朝聖之旅。他到過阿拉伯、埃及和摩洛哥，在那些地方與東方的哲人接觸。
在耶路撒冷學習阿拉伯哲學後，他被引領到達姆卡（Damcar）。這個地方的確實位置是個謎，它不是大馬士革，卻距離耶路撒冷不太遠。其後他在埃及短暫停留。不久後他起程前往位於今摩洛哥王國境內的費茲，那裡是一個哲學及神秘學研究的集中地，計有阿布-阿勃達拉（Abu-Abdallah）、蓋勃·賓·哈央（Gabir ben Hayan）及賈法爾·薩迪格的煉金術，阿里-阿許-夏勃拉馬利希（Ali-ash-Shabramallishi）的占星學及魔法，以及阿勃達拉曼·賓·阿勃達拉·阿爾·伊斯卡利（Abdarrahman ben Abdallah al Iskari）的秘傳科學。
不過唐提尼稱羅森克魯茲也許從「精誠兄弟會」得到他的秘密知識，那是一個在10世紀成立于巴士拉（在今伊拉克）的哲學家會社。他們的教條源自對古希臘哲學家的學習，不過變得像新毕达哥拉斯主义多一點。他們採用了毕达哥拉斯主义传统，以数字的形式揭示客体和思想。他們的法術教授神及天使的名字、以神之名召喚、卡巴拉、驅邪及其它相關科目。
精誠兄弟會與蘇非主義在教條上有許多共通點。兩者俱是從古蘭經神學衍生的神秘教團，不過以一種對「神聖實體」的信仰代替信條。從諸宣言中表現的玫瑰十字會方式與精誠兄弟會的生活方式有許多相似處。兩者皆沒有穿著特別衣服，又同樣實行禁欲，醫治病患，並且免費傳授他們的學說。從流出說的觀點看，他們的法術中的教條成份與造物故事也有明顯相似的地方。
根據茅里斯·馬格瑞（1877年－1941年）所著的《魔術師與神秘》（Magiciens et Illuminés）一書描述，羅森克魯茲是13世紀日耳曼格摩蕭森（Germelschausen）家族的最後子孫。該家族的城堡位於黑森邊界的圖林根森林內，奉行阿爾比派教條，並結合基督教及異教觀點。整個家族被圖林根的柯那德·凡·馬柏格殺害，只有最年幼的兒子（將近5歲）倖免。他被一位阿爾比派大師級僧侶秘密帶走，安置在一所受阿爾比派影響的修道院內。他在那裡受教育，並且遇上與建立玫瑰十字兄弟會有關的四位兄弟。馬格瑞的記述大概來自口述傳說。

### 今日的观点
由於諸宣言所表達的概念複雜及主觀，現代的玫瑰十字會員對這些概念有多種不同看法：有些人接受這個傳說是如實記述，另一些人則視它為一組帶更深含義的比喻，亦有一些人相信羅森克魯茲是一個更為著名的歷史人物的假名，通常認為是弗兰西斯·培根。
該時期的著作通常不會認真看待那些有關玫瑰十字會起源的怪異傳說，因為它們確實難以置信，不大可能是事實。那些傳說的隱喻性質使玫瑰十字會的起源變得模糊。舉例，有人認為開啟羅森克魯茲的墓穴其實是指自然界的循環及宇宙事件，而羅森克魯茲的朝聖之旅好像是指「賢者之石」的轉變步驟。

## 啟蒙時期
玫瑰十字會在這些教導的基礎上，構思宗教上、哲學上、科學上、政治上及藝術上的改革藍圖。為了實現其計劃，他聯合了幾位追隨者（根據《兄弟會傳說》，最初是七位），並且命名這團體為「玫瑰十字」。
歷史學者認為玫瑰十字教團的創立者來自貴族，不過尚未找到文件可以確認此說。不過該人應該是一位東方學家及偉大的旅行家。
在17世紀初期可以知道的是，玫瑰十字的志同道合者看來是一些孤立的個人，唯一聯繫他們的是各人皆抱有若干共同觀點。這些觀點是關於赫耳墨斯知識，與人類更高形態有關連，並且帶有建立一個更完美的人類社會的共同哲學概念。然而沒有任何屬於一個曾經聚會，或擁有幹事或首領的兄弟會或秘密會社的痕跡被找到。那些自認為玫瑰十字會中人的作者，明顯是道德或宗教改革者，利用化學技能（煉金術）及通常地利用各種科學作為宣揚他們的意見及信念的媒介。他們的著作包含神秘主義或神秘學的提示，引人探個究竟及意味一些只有法師們才能認得或發現的隱藏含義。
《兄弟会传说》、《兄弟会自白》及《基督徒玫瑰十字會的化学婚礼》出版後，在歐洲各地引起哄動。這些作品宣稱一個由煉金術士及哲人組成的秘密兄弟會確實存在，準備在歐洲飽受戰爭蹂躪之際改變歐洲的文藝、科學、宗教、政治及知識面貌。
這些作品除了重刊數次外，許多小冊子也隨之出現，有些是贊同它們的，有些則不是。不過那些小冊子的作者普遍對原作者的真正目的知道不多，滿足了作者本人卻誤導了讀者。第一份作品可能在大約1610年時已經以手稿形式流傳，在此以前根本無人提及該教團。強尼斯·瓦倫提諾斯·安德瑞在其自傳中宣稱以匿名出版的《基督徒羅森克魯茲的化學婚禮》是他的作品，不過他其後以「玩物」來形容它。在他後來的作品中，煉金術成為被嘲弄的對象，與音樂、藝術、戲劇及占星術一起被當成一類較不嚴肅的科學。他在玫瑰十字會傳說的起源所擔當的角色存有爭議。

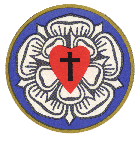
马丁·路德的印章

玫瑰十字會作品的作者通常偏向信義宗，不過兩者之間的關係並不明朗。有人認為以下事情可能意味兩者有關連：玫瑰十字會文件指控當時天主教會的虛偽；马丁·路德的標誌是一朵綻放玫瑰中有一個十字；從1521年5月至1522年3月，路德在圖林根森林西南的瓦爾特堡停留，那森林據稱是羅森克魯茲的出生地。
十字和玫瑰的聯繫早在約1530年時，即是第一份宣言出版的八十多年前已經存在于葡萄牙的托马尔的基督会院：在十字中心的玫瑰清晰可見。同一時間，帕拉塞尔苏斯在其1530年的一份著作《診斷優秀醫師帕拉塞尔苏斯》（Prognosticatio Eximii Doctoris Paracelsi）中提及「一朵綻放玫瑰上的雙十字」，並附有圖像。19世紀神秘學家斯坦尼斯拉斯·迪·瓜伊塔嘗試以帕氏的著作及其它例子証明「玫瑰十字兄弟會」遠早於1614年已存在。
第一份玫瑰十字會宣言《兄弟會傳說》明顯受到赫密斯主義哲學家海因里奇·昆拉斯著作的影響。後者則深受另一位神秘的哲學家及煉金術士約翰·迪伊的著作所影響。
在首兩份宣言及《化學婚禮》中呈現的傳說及想法給一些作品帶來靈感，當中有日耳曼的米歇爾·麥耶爾（1568－1622）、英國的羅伯特·弗拉德（1574－1637）及伊萊亞斯·阿什莫爾（1617－1692）及另外許多人，諸如提歐菲路斯·舒威哈特·康士坦汀斯、哥塔杜斯·阿杜西烏斯（Gotthardus Arthusius）、朱利烏斯·司帕勃（Julius Sperber）、亨利庫斯·馬達坦奴斯、加布里埃爾·諾迪、托馬斯·沃恩等。
耶里亞斯·阿許莫爾（Elias Ashmole）在1650年出版了《英國戲劇化學》（Theatrum Chimicum britannicum），他在該書的序言中為玫瑰十字會辯護。對玫瑰十字會主義有影響的後來著作包括喬格·馮·威爾林在1719年從煉金術及帕拉塞爾蘇斯取得靈感寫成的《魔術與神智工作》（Opus magocabalisticum et theosophicum），及赫曼·菲克土爾德（Hermann Fictuld）在1749年所著的《Aureum Vellus oder Goldenes Vliess》。
米歇爾·麥耶爾被匈牙利及波希米亞國王魯道夫二世封為行宮伯爵，他是為玫瑰十字會辯護者當中最著名的一位，在其著作中清楚傳達「玫瑰十字兄弟」的詳情。麥耶爾堅定地宣稱玫瑰十字兄弟是為了促進文藝及科學（包括煉金術）而存在。研究他的著作的人指出：他或任何其他玫瑰十字會主義者從來沒有宣稱他們曾經產生黃金。他們的著作指向一種象徵性及靈性的煉金術，多於一種操作性的煉金術。
亨利裘斯·紐胡休斯（Henrichus Neuhusius）在1618年的《Pia et Utilissima Admonitio de Fratribus Rosae Crucis》中宣稱那些玫瑰十字會員因為歐洲的局勢不穩（三十年戰爭隨後發生）而前往東方。1710年的西格慕德·里奇特（Sigmund Richter）及後來的雷內·格農（1886－1951），在他們的一些著作中也表達了同一意見，不過亞瑟·愛德華·威特（1857－1942）則不同意此點。在原有的玫瑰十字會員離開後，一些自認是玫瑰十字會的新社團出現，它們建基於神秘學傳統及從玫瑰十字會的謎團得到靈感，不過可能只有少數與真正的玫瑰十字教團有任何共通處。

## 共济会的影响

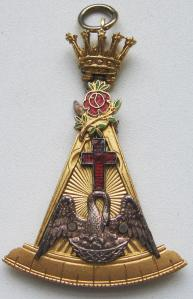
共濟會「被接納的上古蘇格蘭會儀」第18級「至尊玫瑰十字騎士王子」徽章

按尚·皮耶·貝雅德（Jean Pierre Bayard）的說法，兩個從玫瑰十字會取得靈感的共濟會會儀在18世紀末已出現。一個是曾在中歐盛行，於1778年創立在里昂的更正蘇格蘭會儀；另一個是最初在法國實施的被接納的上古蘇格蘭會儀－其中第18級稱為「至尊玫瑰十字騎士王子」（Souverain Prince Chevalier Rose + Croix）。
雖然許多人嘗試了解從「行動性共濟會」到「思考性共濟會」的轉變，可是未找到答案，只知道該轉變在16世紀末至17世紀初發生。羅伯特·默雷爵士及伊萊亞斯·阿什莫爾是最初的思考性共濟會員的其中兩人。
克里斯多弗·麥克因托許（Christopher McIntosh）推測羅伯特·弗拉德可能曾加入共濟會，亞瑟·愛德華·威特推測弗拉德可能把一些來自玫瑰十字會的影響引進共濟會，不過沒有証據支持這些推測。羅伯特·凡盧（Robert Vanloo）宣稱17世紀早期的玫瑰十字會主義對盎格魯-撒克遜的共濟會有相當大的影響。漢斯·許克（Hans Schick）從美紐斯（1592-1670）有關玫瑰十字會的著作中找到新生的英格蘭共濟會的理想，當時總會所還未誕生。夸美紐斯在1641年曾到過英格蘭。

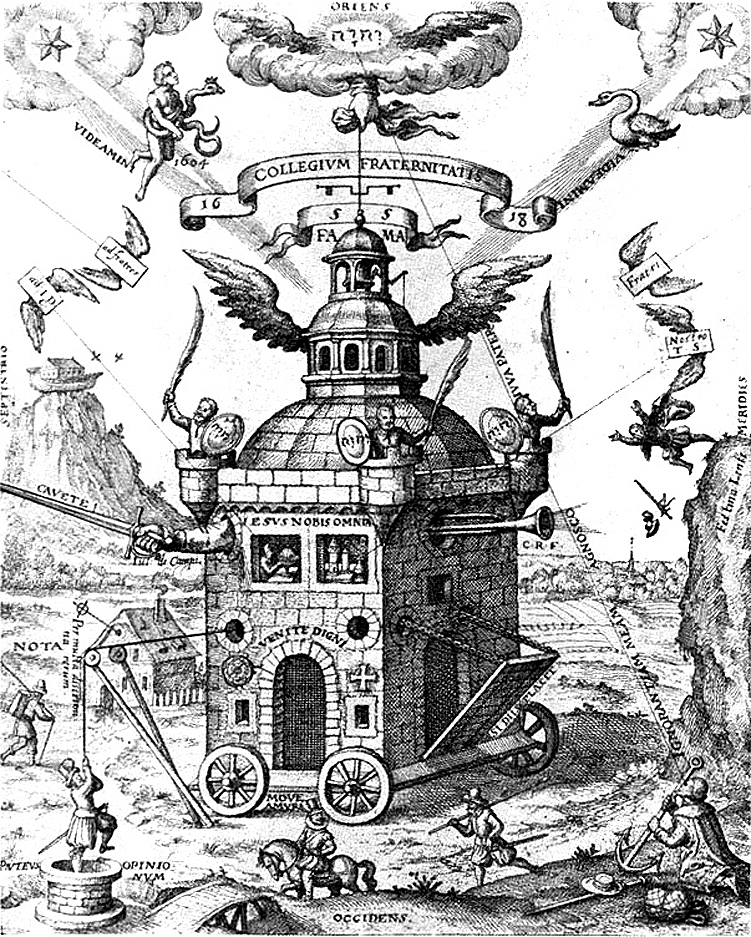
玫瑰十字圣殿，Teophilus Schweighardt Constantiens，1618年。

18世紀初，煉金術士山姆·里奇特（Samuel Richter）在布拉格成立了一個名為「金玫瑰十字」（Gold und Rosenkreuzer）的基督教團體，它是一個階級分明的秘密社團，由內部圈子及識別符號組成，建立於煉金術的專門著作。該團體在赫曼·菲克土爾的領導下，在1767年及1777年進行了廣泛改革。其成員宣稱玫瑰十字教團的領袖們創造了共濟會，只有他們才知道共濟會符號的秘密含義。
根據該團體的傳說，玫瑰十字教團是1188年由埃及智者歐慕斯（Ormusse）以「從東方來的建築家們」之名移居蘇格蘭而成立。原有的教團其後消失，據說由奧利弗·克倫威爾以「共濟會」之名重新成立。在1785年及1788年，金玫瑰十字出版了《十六與十七世紀中玫瑰十字會內的秘密符號》（Geheime Figuren der Rosenkreuzer, aus dem 16. und 17. Jahrhundert）一書。
在約翰·克里斯多夫·馮·沃爾納（Johann Christoph von Wöllner）及約翰·魯道夫·馮·畢雪夫沃德（Johann Rudolf von Bischoffwerder）將軍的帶領下，叫做「三個地球儀」（Zu den drei Weltkugeln）的共濟會會所（其後變成總會所），被金玫瑰十字滲透及受其影響。許多共濟會員都成為玫瑰十字會主義者，而玫瑰十字會主義也在許多其他會所扎根。1782年在維爾赫姆斯巴德（Wilhelmsbad）修道院，「古老的蘇格蘭小屋弗里德里希金獅」（Alte schottische Loge Friedrich zum goldenen Löwen）強烈要求不倫瑞克公爵斐迪南及所有其他共濟會員歸付於金玫瑰十字會，但最終還是不成功。

## 宣言
1622年，兩張神秘海報相隔數日在巴黎的牆上出現，使所謂的「玫瑰十字會狂熱」到達頂峰。首張海報以 "We, the Deputies of the Higher College of the Rose-Croix, do make our stay, visibly and invisibly, in this city (...)" 為開端，第二張則以 "The thoughts attached to the real desire of the seeker will lead us to him and him to us" 作結尾。
H. Adamson 在 The Muses' Threnodie (Perth, 1638) 指出："For what we do presage is riot in grosse, for we are brethren of the Rosie Crosse; We have the Mason Word and second sight, Things for to come we can foretell aright."
玫瑰十字會員以玫瑰和十字的結合作為他們的象徵，它包含了他們所作的事的意義，及強調這些事必須由所有的人一起完成，因為人類在大地上的目標是達致「神的智慧」。只有兩個方法可以達到這種「神的智慧」，就是知識與愛。

## 现代团体
在19世紀後期及20世紀初期，有些團體以玫瑰十字會風格出現，幾乎全部都宣稱是某一個歷史上玫瑰十字會傳統的真正承繼者。這些把自己與「玫瑰十字會傳統」聯繫起來的團體可分為兩類：一是承認基督的秘傳基督教團體，另一是類共濟會式團體，兩者之間沒有任何關連。

## 流行文化
- 日本轻小说《魔法禁书目录》及其衍生作品中存在名为“蔷薇十字”（日语：薔薇十字）的魔法结社，由传说中的魔法师克里斯蒂安·罗森克鲁兹创立。
- 网络游戏《原神》“水仙的追迹”系列任务中的“水仙十字结社”在主要思想和人员组成等方面高度借鉴了玫瑰十字会。其创始人雷内被认为以勒内·笛卡尔为原型，在剧情中化身为“大师”纳齐森科鲁兹（德语：Narzissenkreuz，字面意思为“水仙十字”），对应玫瑰十字会传说中的克里斯蒂安·罗森克鲁兹。

### 出版物
- António de Macedo, Instruções Iniciáticas - Ensaios Espirituais, Hughin Editores, 2nd ed., Lisbon, 2000  （页面存档备份，存于）.
- Arthur Edward Waite, The Real History of the Rosicrucians, 1887,  （页面存档备份，存于）.
- Bernard Gorceix, La Bible des Rose-Croix, Paris, 1970.
- Carl Edwin Lindgren & Neophyte, Spiritual Alchemists, Ars Latomorum Publ.; 1st ed January 1, 1996. ISBN 1-885591-18-7. .
- Christian Rebisse, Rosicrucian History and Mysteries, 2003, .
- Christopher McIntosh, The Rose Cross and the Age of Reason,  Brill Academic Pub, 1997.
- Frances Yates（英语：Frances Yates）, The Rosicrucian Enlightenment, ISBN 0-415-26769-2, London; New York: Routledge, 1972.
- Hargrave Jennings（英语：Hargrave Jennings）, The Rosicrucians: Their Rites and Mysteries, 1870.
- Herbert Silberer（英语：Herbert Silberer）, Probleme der mystik und ihrer symbolik ('Problems of Mysticism and its Symbolism'), 1914.
- Jean Palou, A Franco-Maçonaria Simbólica e Iniciática, Pensamento, 9th ed., 1998.
- Jean-Pierre Bayard, Les Rose-Croix, M. A. Éditions, Paris, 1986.
- Manly Palmer Hall, Rosicrucian and Masonic Origins, 1929  （页面存档备份，存于）.
- Manly Palmer Hall, The Secret Teachings of All Ages, 1928  （页面存档备份，存于）.
- Mary P. Merrifield, The Art of Fresco Painting in the Middle Ages and the Renaissance. Dover Publications, 2004.
- Max Heindel（英语：Max Heindel）, Christian Rosenkreuz and the Order of Rosicrucians, 1909,  （页面存档备份，存于）.
- Roland Edighoffer, Rose-Croix et Société Idéale selon Johann Valentin Andreae, Paris I-1982, II-1987.
- Rudolf Steiner, Esoteric Christianity and the Mission of Christian Rosenkreutz, 1912 .
- Frietsch, Wolfram, Die Geheimnisse der Rosenkreuzer, ISBN 3-499-60495-7.
- William Wynn Westcott（英语：William Wynn Westcott）, Rosicrucian Thoughts on the Ever-Burning Lamps of the Ancients, 1903,  （页面存档备份，存于）.

### 短篇論文
- Alexandre David, Fama Fraternitatis - Introduction,  （页面存档备份，存于）.
- Corinne Heline（英语：Corinne Heline）, The Seven Jewels and the Seven Stages of Initiation,  （页面存档备份，存于）.

### 虚构文学
- Edward Bulwer-Lytton（英语：Edward Bulwer-Lytton, 1st Baron Lytton）, Zanoni: A Rosicrucian Tale (1842),  （页面存档备份，存于）.
- Edward Bulwer-Lytton, Vril: The Power of the Coming Race（英语：The Coming Race） (1870)  （页面存档备份，存于）.
- Franz Hartmann（英语：Franz Hartmann）, With the Adepts: An Adventure Among the Rosicrucians (1910),  （页面存档备份，存于）.
- Hermann Hesse, Journey to the East（英语：Journey to the East） (1932, also "Journey to the Land of the Morning/of the Tomorrow" (Die Morgenlandfahrt)).
- Hermann Hesse, The Glass Bead Game (1943), also known as "Magister Ludi" (Master of the Game).
- Prentiss Tucker, In the Land of the Living Dead: an Occult Story (1929),  （页面存档备份，存于）.

### 阴谋论文学
- Michael Baigent, Richard Leigh 及亨利·林肯，《圣血和圣杯》（Holy Blood, Holy Grail: The Secret History of Christ & The Shocking Legacy of the Grail）1982年出版，把玫瑰十字會主義與另一神秘團體郇山隐修会以野史聯繫。
- 安伯托·艾柯，《傅科摆》1988年出版、《Serendipities: Language and Lunacy》1998年出版。
- 丹·布朗，《达·芬奇密码》（The Da Vinci Code）2003年出版，跟隨《圣血和圣杯》的陰謀論路線。
- 泰塔妮亞·哈迪，《玫瑰迷宮》（The Rose Labyrinth）2008年出版

### 電台節目
- 神秘之夜：AMORC - 玫瑰十字團 （页面存档备份，存于）2009-09-26 (廣東話)